# Fatoumata Tambajang
Fatoumata Tambajang, née le 22 octobre 1949 à Brikama, est une femme d'État gambienne.
Elle est vice-présidente de la République de 2017 à 2018.

## Biographie
Elle a effectué une partie de ses études en France. Elle est brièvement secrétaire d'État à la Santé sous le régime de Yahya Jammeh puis travaille à l'Organisation des Nations unies. Elle milite notamment pour les droits des femmes.
Lors de l'élection présidentielle de 2016, elle est l'une des fondatrices de la coalition politique qui permet la défaite de Yahya Jammeh, au pouvoir depuis 1994, et la victoire de l'opposant Adama Barrow.
Le 23 janvier 2017, elle est nommée vice-présidente par le nouveau président Adama Barrow, malgré son inéligibilité liée à son âge. Le 23 février suivant, elle est nommée ministre de la Femme et vice-présidente par intérim.
Le 28 février, la limite d'âge pour le président et le vice-président est abolie par l'Assemblée nationale. Celle-ci est cependant invalidée à cause d'un vice de procédure, rendant l'amendement inconstitutionnel.
Le 25 juillet, l'amendement est de nouveau voté et la suppression de la limite d'âge pour occuper les postes de président de la République et de vice-président est confirmée. Le 8 septembre, elle est donc de nouveau nommée vice-présidente.